# Língua indígena
Uma língua indígena ou língua autóctone, é um língua que é nativa para uma região e falada por povos indígenas, mas foi reduzida ao nível de uma língua minoritária.
Esta língua seria de uma comunidade linguisticamente distinta que fixou-se na área há muitas gerações. As línguas indígenas não podem ser línguas nacionais, ou podem ter saído de uso, como as línguas mortas ou por linguicídio causado pela colonização, onde a língua original é substituída por aquelas dos colonizadores.